# Ciniewicze (rejon korelicki)
Ciniewicze (biał. Цінявічы, Ciniawiczy; ros. Тиневичи, Tiniewiczi) – wieś na Białorusi, w obwodzie grodzieńskim, w rejonie korelickim, w sielsowiecie Rajca.

## Historia
W dwudziestoleciu międzywojennym wieś i folwark leżące w Polsce, w województwie nowogródzkim, w powiecie nowogródzkim, w gminie Cyryn. W 1921 obie miejscowości liczyły łącznie 102 mieszkańców, zamieszkałych w 19 budynkach, w tym 55 Białorusinów i 47 Polaków. 86 mieszkańców było wyznania prawosławnego i 16 rzymskokatolickiego.
Po II wojnie światowej w granicach Związku Sowieckiego. Od 1991 w niepodległej Białorusi.